# Tillandsia favillosa
Espèce
Classification phylogénétique
Tillandsia favillosa Mez est une espèce de plantes à fleurs de la famille des Bromeliaceae.
L'épithète favillosa signifie « à aspect de cendre » et se rapporte à la pilosité grisâtre et pelucheuse couvrant la plante.

## Protologue et Type nomenclatural
Tillandsia favillosa Mez, in Repert. Spec. Nov. Regni Veg. 3: 43 (1906)
Diagnose originale :
« Foliis caulem elongatum dense fere distiche invaginantibus, lepidibus ciñereis, piliformibus plumose villosis cinereis; inflorescentia usque ad 8-flora, simplicissima, disticha; bracteis dorso dense lepidotis, sepala aequantibus vel inferioribus paullo superantibus; sepalis subaequaliter liberis; petalis laminis maximis, suborbicularibus, late explanatis, coeruleis; staminibus profunde inclusis stylum superantibus. »
Type :
- leg. Weberbauer, n° 4933, 1905-06-15 ; « Peruvia, prov. Urubamba. dept. Cuzco, prope Ollantaitambo. alt. 2800-2900 m »[1] ; « Peru: Ollantaitambo, (Dep. Cuzco, Prov. Urubamba) ... Abhängen 2800-2900 m » ; Holotypus B (B 10 0243497)
- leg. A. Weberbauer, n° 4933 ; « Peru » ; Isotypus B (B 10 0243496) Nb : ce spécimen correspond plutôt à un isotype qu’à une partie de l’holotype, car la numérotation des deux feuilles d’herbier est incertaine (de simples « I » et « II » au crayon à papier, ajoutés sur les feuilles en dehors de l’étiquette originale - voir ICBN Art. 8.3)

## Synonymie

### Synonymie nomenclaturale
(aucune)

### Synonymie taxonomique
- Tillandsia paleacea Presl[2]

## Écologie et habitat
- Typologie : plante vivace herbacée, rameuse, à phyllotaxie alterne hélicoïdale.
- Habitat ; escarpements (typus).
- Altitude : 2800-2900 m[1]

## Distribution
- Amérique du sud :
  -  Pérou
    - Cuzco[1]

## Comportement en culture
Tillandsia favillosa Mez est une plante mal connue qui ne semble pas avoir été introduite en culture sous cette identification, mais peut-être l'a-telle été sous celle de l'une des formes de Tillandsia paleacea Presl ; Mez signalait déjà sa proche parenté avec Tillandsia scalarifolia Baker, elle-même souvent mise en synonymie avec Tillandsia paleacea, tout comme Tillandsia favillosa Mez.